# Chatte
Chatte è un comune francese di 2 623 abitanti situato nel dipartimento dell'Isère della regione dell'Alvernia-Rodano-Alpi.
Gemellato con Roncone (Trentino Alto Adige-Italia).

## Società

### Evoluzione demografica
Abitanti censiti